# Belphegor (együttes)
A Belphegor osztrák death metal együttes. Lemezkiadóik: Napalm Records, Nuclear Blast.

## Története
1991-ben alakultak meg Salzburgban, Betrayer néven. 1993-ban Belphegorra változtatták, a démon után. Az eredeti felállás ez volt: Maxx - éneklés, basszusgitár, Helmuth - gitár, Sigurd - gitár, Chris - dob. Először két demót dobtak piacra (Betrayer néven), majd a névváltoztatás után is megjelentettek egy demót. Maxx kiszállt a zenekarból a demó elkészülte után, így Helmuth vette át a gitáros és az énekes szerepét is. Jelenleg ő a Belphegor egyetlen eredeti tagja.  Első nagylemezüket 1995-ben jelentették meg. Második stúdióalbumuk 1997-ben került piacra, ezen az "anyagon" a Mastic Scum tagja, Man dobolt. Az album reklámozása érdekében 1998-ban turnézni indultak a Behemoth-tal és az Ancient-tel. 1999-ben felújított változatban megjelent a legelső nagylemezük, új lemezborítóval és hat új dallal. Harmadik stúdióalbumuk 2000-ben került a boltok polcaira. Ezután a zenekar leiratkozott az eddigi lemezkiadójukról (Last Episode). 2001-ben és 2002-ben is koncerteztek, 2002-ben albumot is rögzítettek a koncertről. Ez idő tájt új tagokkal gyarapodott a zenekar: Torturer dobossal és Barth basszusgitárossal. 2003-ban leszerződtek a Napalm Records kiadóhoz, és 2003-ban új nagylemezt dobtak piacra. Egy évvel később újra stúdióba vonultak, hogy dolgozni kezdjenek az ötödik stúdióalbumukon. Az "anyag" végül 2005-ben jelent meg. Koncertezni is indultak a lemez reklámozása érdekében, olyan nevekkel, mint a Vader, a Finntroll, a Napalm Death és a Marduk. 2005-ben Torturer dobos elhagyta a Belphegor sorait, helyére Nefastus került. Áprilisban a koncertturnéjukon az Arkhon Infaustus, Asmodeus és In Aeternum zenekarokkal együtt játszottak. 2005-ben átiratkoztak a Nuclear Blast-hez, és 2006-ban új nagylemezt dobtak piacra. Ez idő tájt Barth basszusgitáros is kiszállni kényszerült a zenekarból, ugyanis kéz-sérülést szenvedett. Az album elkészítése után Nefastus is "lelépett" a Belphegorból. 2006-ban viszont új zenésszel gyarapodott az együttes: Serpenth-tel.  2008-ban Sigurd gitáros szemműtéten esett át, és emiatt ő is "vette a kalapját". Őt Morluch váltotta le, mint gitáros. Ugyanebben az évben új stúdióalbum került ki a házuk tájáról. 2009-ben bejelentették, hogy újabb albumon dolgoznak, és Nefastus lesz megint a dobos. Az "anyag" ebben az évben jelent meg. 2009-ben a Kreatorral, az Exodusszal, a Warbringer-rel és az Epicurean-nal turnéztak. Szintén ebben az évben "lenyomtak" még egy turnét, az Eluveitie-vel, az Alestormmal, a Vreid-del és a Kivimetsan Druidi-val. 2009 decemberében az Obituary-val együtt játszottak. 2014-ben és 2017-ben is piacra dobtak nagylemezeket. Zenéjük a death és a black metal stílusok keveréke.

## Tagok
Jelenleg két taggal rendelkeznek:
- Helmuth Lehner - gitár (1991-), ének (1996-)
- Serpenth - basszusgitár, vokál (2006-)

## Diszkográfia
Stúdióalbumok
- The Last Supper (1995)
- Blutsabbath (1997)
- Necrodaemon Terrorsathan (2000)
- Lucifer Incestus (2003)
- Goatreich - Fleshcult (2005)
- Pestapokalypse VI (2006)
- Bondage Goat Zombie (2008)
- Walpurgis Rites - Hexenwahn (2009)
- Blood Magick Necromance (2011)
- Conjuring the Dead (2014)
- Totenritual (2017)